# Церква воскресіння сина вдови
Церква воскресіння сина вдови, або просто Церква Сина Вдови — культова споруда Католицької Церкви, що знаходиться в селі Наїн на півночі Ізраїлю. Вона присвячена воскресінню сина вдови, одному із чудес Ісуса, описаних у Біблії.
Церква воскресіння сина вдови знаходиться в центральній частині села Наїн, на північному схилі гори Морег (515 м над рівнем моря) у Нижній Галілеї на півночі Ізраїлю.
Точна дата будівництва старої церкви була встановлена між четвертим і п'ятим століттями. Таким чином, місто Наїн стало місцем християнського паломництва і церква швидко стала відомою як святе місце. У 1881 році місце зайняли францисканці, які на фундаменті старої церкви збудували невеликий сучасний храм. З 2013 року була зроблена спроба розпочати ремонтні роботи, які неможливо було виконати, оскільки роботи були перервані місцевими арабськими групами.
У грудні 2019 року було оголошено, що церква знову відкриється після реконструкції будівлі церкви та її району. Також планується невеликий монастир для монахів-францисканців.

## Галерея

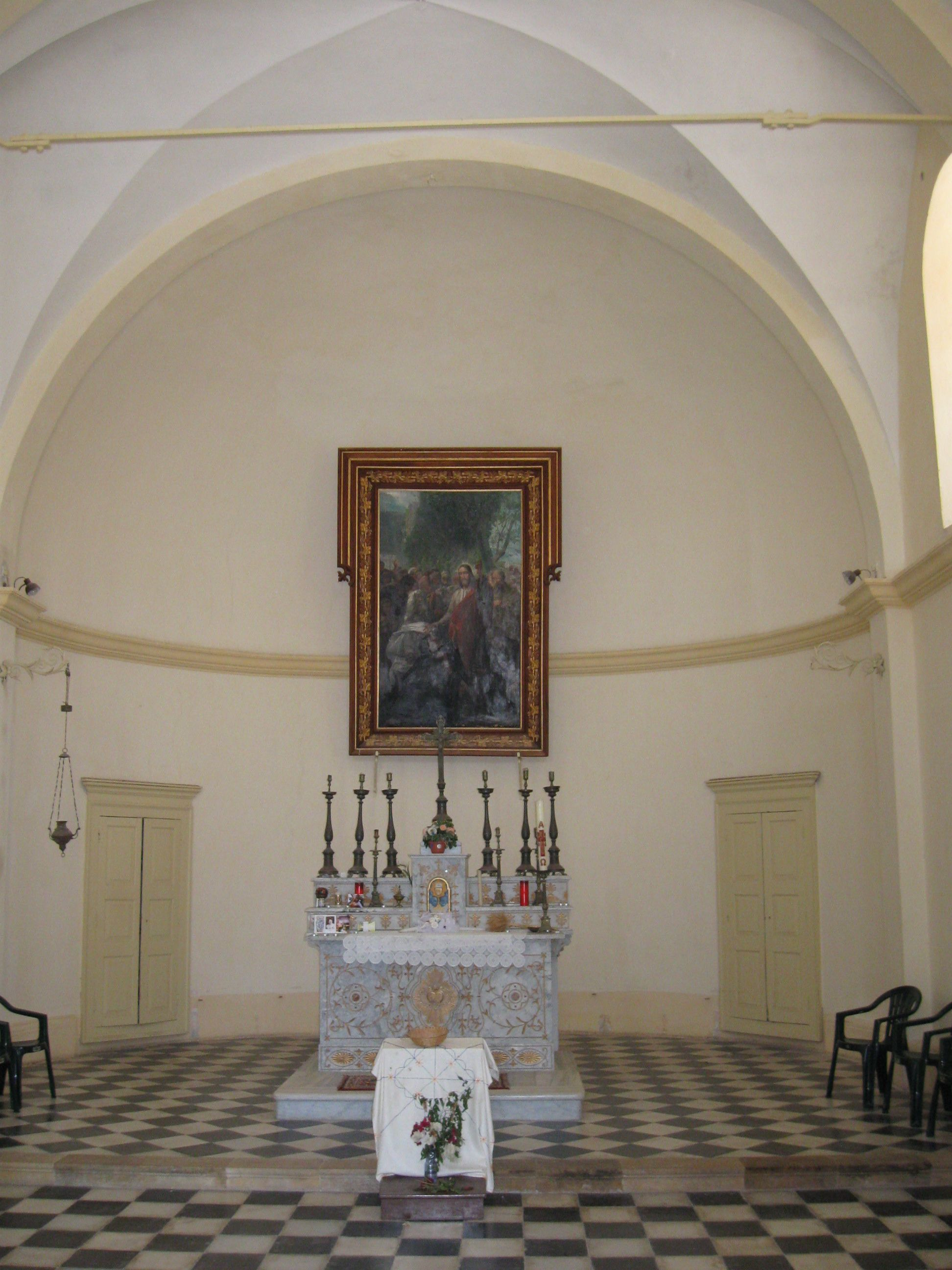
Інтер'єр церкви
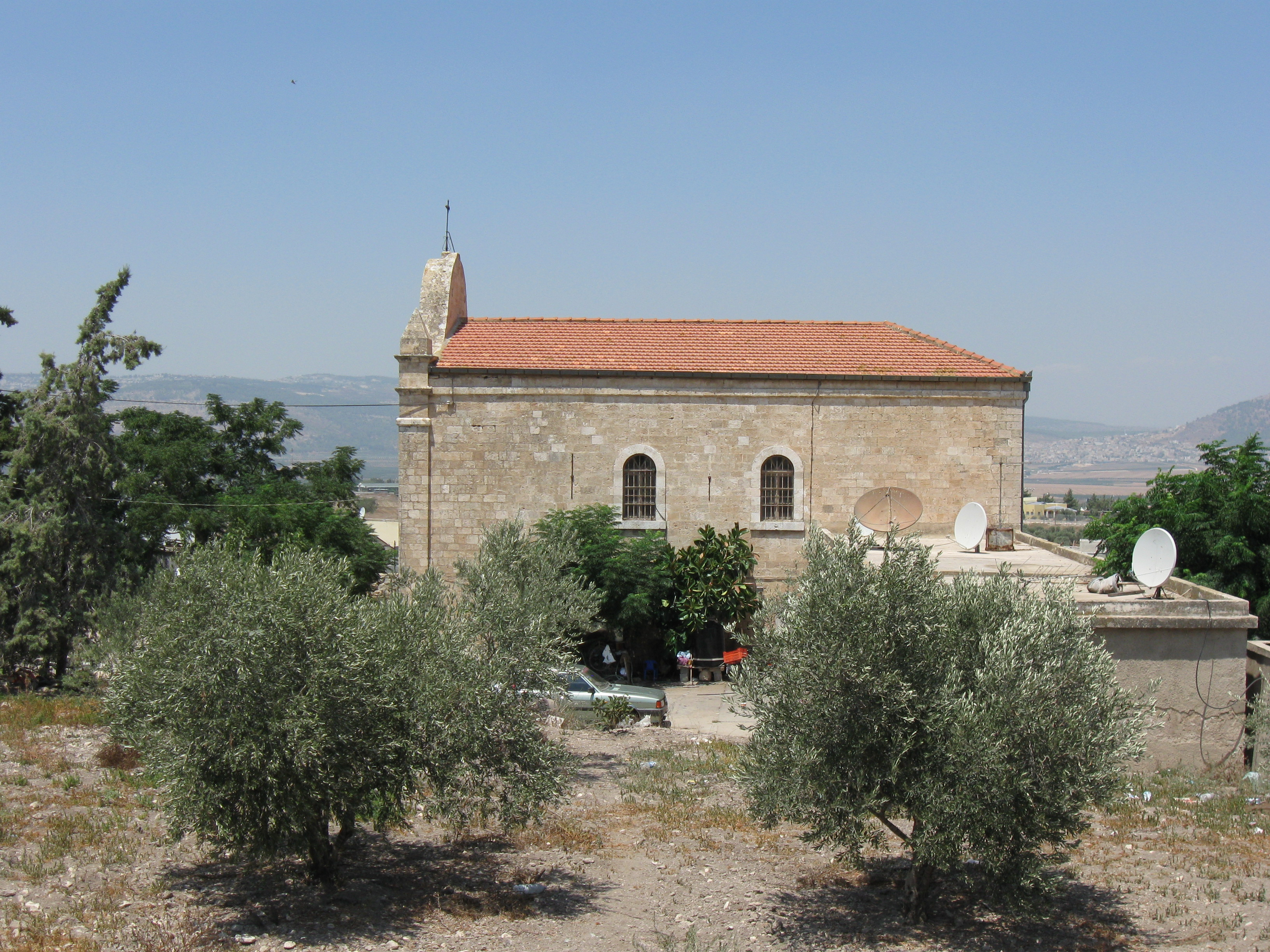
Вид з півночі
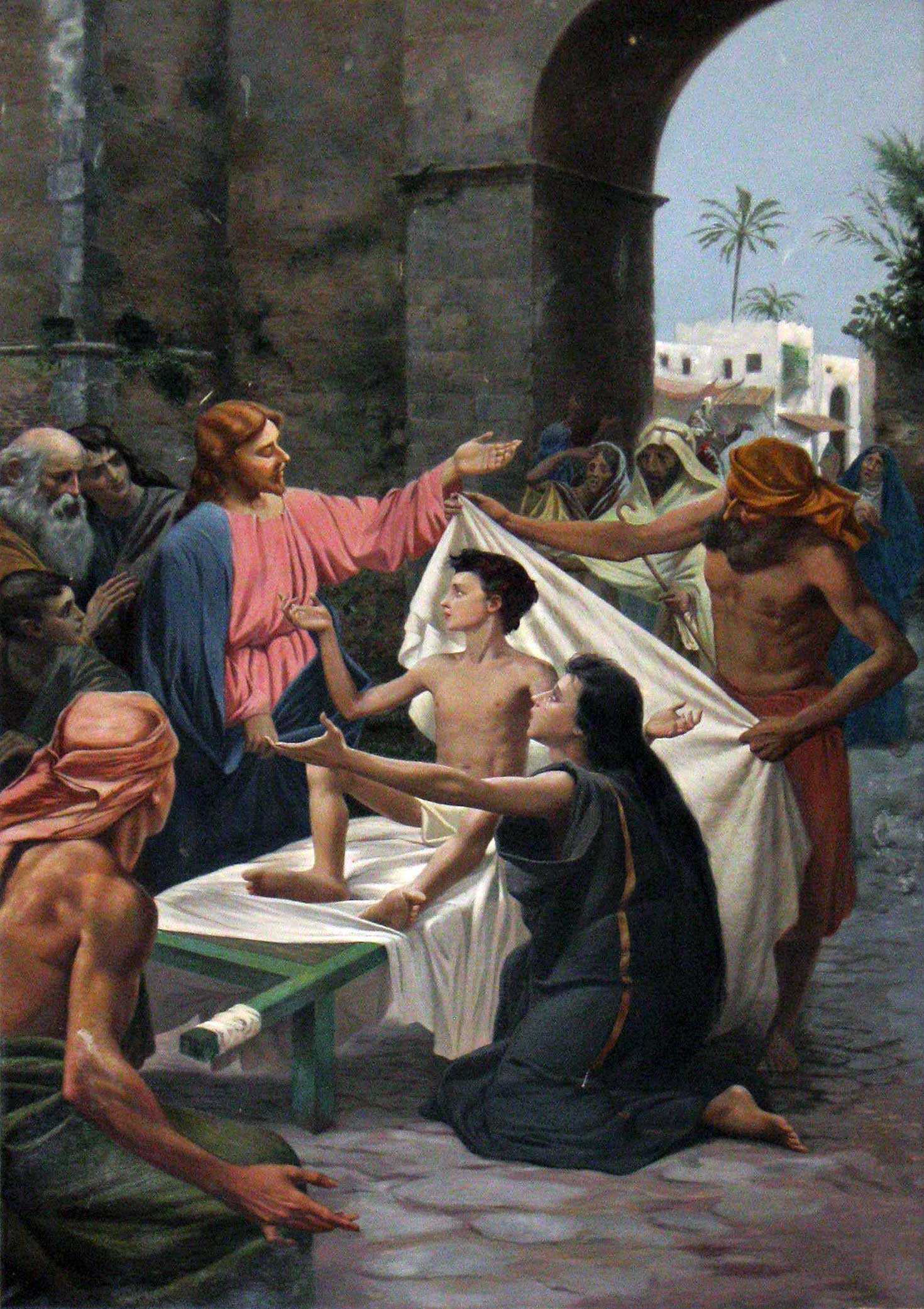
Інтер'єр церкви
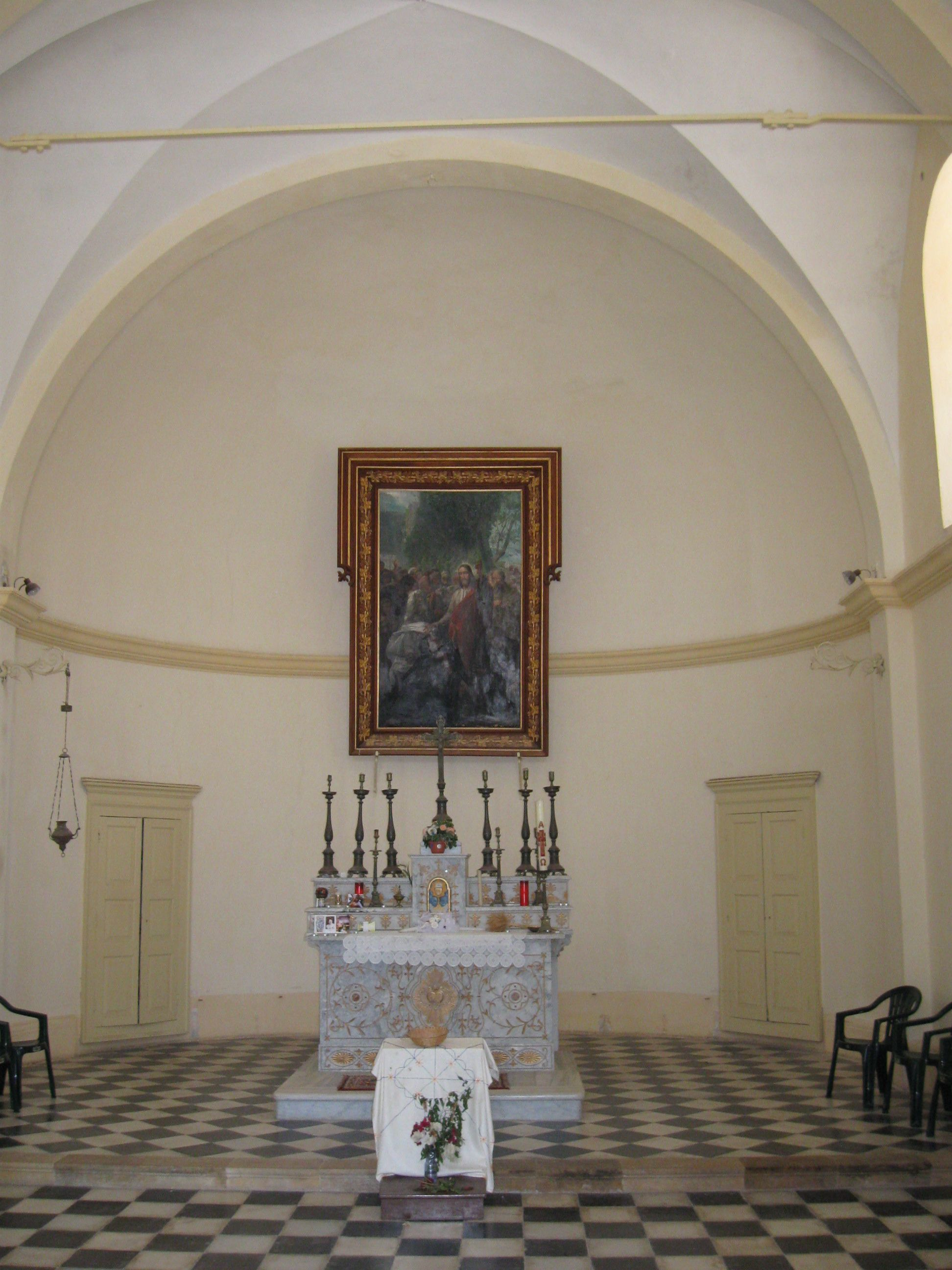
Інтер'єр церкви